# BetterZip
BetterZip es una aplicación de compresión y descompresión de archivos. Es desarrollado exclusivamente para la plataforma OS X. A diferencia de la utilidad integrada de Archivo de Apple incluye la capacidad de extraer y comprimir en muchos formatos de archivo. Se diferencia de los demás compresores debido a que ofrece la posibilidad de ver  y extraer selectivamente archivos sin extraer automáticamente todo el contenido. 

## Características
- Soporta los formatos ZIP, TAR, GZip, BZip2, ARJ, LZH, ISO, CHM, CAB, CPIO, RAR, 7-Zip, DEB, RPM, SIT (StuffIt), DiskDoubler, BinHex, y MacBinary.
- Apertura, extracción y creación archivos comprimidos compatibles con los formatos ZIP, TAR sin comprimir, TAR con compresión Gzip, TAR con compresión bzip2, 7Z, XAR y protegidos compatibles con el cifrado de PKZip2 o el AES256 de WinZip.
- Creación de archivos partidos en múltiples volúmenes.
- Colocación de nuevos archivos o carpetas a archivos comprimidos existentes, actualizar o renombrar archivos o cambiarlos de directorio.
- Búsquedas fácilmente de archivos y carpetas en el archivo comprimido.
- Creación de archivos planos sin las configuraciones específicas de Mac con el fin de intercambiarlos con usuarios de Windows y Linux.

* Sin embargo, aunque admite descomprimir el formato RAR no permite comprimir archivos en ese formato.